# PKP-Baureihe Px48
Die Lokomotiven der Baureihe Px48 der Polnischen Staatsbahnen (PKP) sind schmalspurige Dampflokomotiven.

## Geschichte
Nach dem Zweiten Weltkrieg zeichnete sich für die Schmalspurbahnen in Polen mangels Alternativen eine erhebliche Bedeutung für die Transportaufgaben ab. Die Spurweiten wurden vereinheitlicht. Das teilweise demontierte pommersche Schmalspurnetz wurde einheitlich in Meterspur wiederaufgebaut. Das hierfür nötige Material wurde durch Umspurung der Ełcka Kolej Dojazdowa, der Śmigielska Kolej Dojazdowa und der Średzka Kolej Dojazdowa auf 750 mm gewonnen. Gleichzeitig wurden auch Bahnen mit der Spurweite 600 mm auf 750 mm umgespurt sowie 1950 die Nasielska Kolej Dojazdowa und die Starachowicka Kolej Dojazdowa vollständig neu errichtet. Hieraus ergab sich ein erheblicher Bedarf an Lokomotiven für 750 mm.
Die Konstruktion begann 1948. Als Ausgangspunkt diente dabei die ab 1929 gebaute Baureihe Px29. Da abzusehen war, dass der Lokomotivbedarf nicht vollständig zu decken sein würde und somit sehr lange Umläufe gefahren werden müssen, erhielten die Lokomotiven große Vorratsbehälter und wurden als Schlepptenderlokomotive mit vierachsigem Schlepptender ausgeführt.
Die neue Baureihe wurde entsprechend dem Konstruktionsjahr als „Px48“ bezeichnet, die Tender erhielten die Bezeichnung „Pt6x48“. Von 1950 bis 1955 wurden 93 Px48 für die PKP gebaut sowie 18 weitere Px48 für Industriebahnen, teilweise auch in der Spurweite 785 mm. Diese gelangten unter ihrer Fabriknummer zum Einsatz. Von letzteren gelangten drei Stück nach wenigen Jahren als Px48-2701 bis -2703 zur Oberschlesischen Schmalspurbahn der PKP. In den 1960er Jahren wurden sie auf 750 mm umgespurt und als Px48-1925 bis -1927 bezeichnet.
Vier Px48 wurden in der Spurweite 762 mm ab Werk nach China geliefert, eine weitere 760-mm-Lok nach Albanien.
1949 wurde eine Variante mit dreiachsigem Tender konstruiert und als Baureihe Px49 bezeichnet. Px49-1798 wurde durch Tausch des Tenders zur Px48-1798. Von 1969 bis 1974 wurden 17 Px48 auf Meterspur umgespurt und erhielten die Nummern Px48-3900 bis 3916. 1996 entstand die Px48-3917 aus der Px49-1791.
Die Px48 kamen auf allen 750-mm-Bahnen der PKP zum Einsatz. Sie dienten sowohl dem Personen- als auch dem Güterverkehr. Nach Lieferung der Baureihe Lxd2 ab 1967 und durch Streckenstilllegungen wurden die Px48 nach und nach entbehrlich. Ein Teil blieb für touristische Einsätze betriebsfähig, weitere blieben als Denkmal erhalten oder wurden für touristische Einsätze ins Ausland verkauft. Der Einsatz im regulären, nichttouristischen Personenverkehr endete 2000, als die Średzka Kolej Dojazdowa auf Triebwagenbetrieb umgestellt wurde. Einsätze im Güterverkehr endeten etwa zur gleichen Zeit bei der Gnieźnieńska Kolej Dojazdowa.
Die Lokomotive mit der Nr. 1741 wurde 1992 von einem neuseeländischen Geschäftsmann erworben und auf der Insel Rarotonga wieder in Betrieb genommen. Eine Zeitlang war die Lokomotive auf einem 50 m langen Gleisstück im Einsatz.
Erhalten sind landesweit 37 Exemplare dieser für polnische Schmalspurbahnen charakteristischen Baureihe, drei davon sind derzeit betriebsbereit: Px48-1920 in Środa Wlkp., Px48-1752 in Ełk und Px48 3901 beim Towarzystwo Koszalińskiej Kolei Wąskotorowej.